# Kapelle Holzschlag

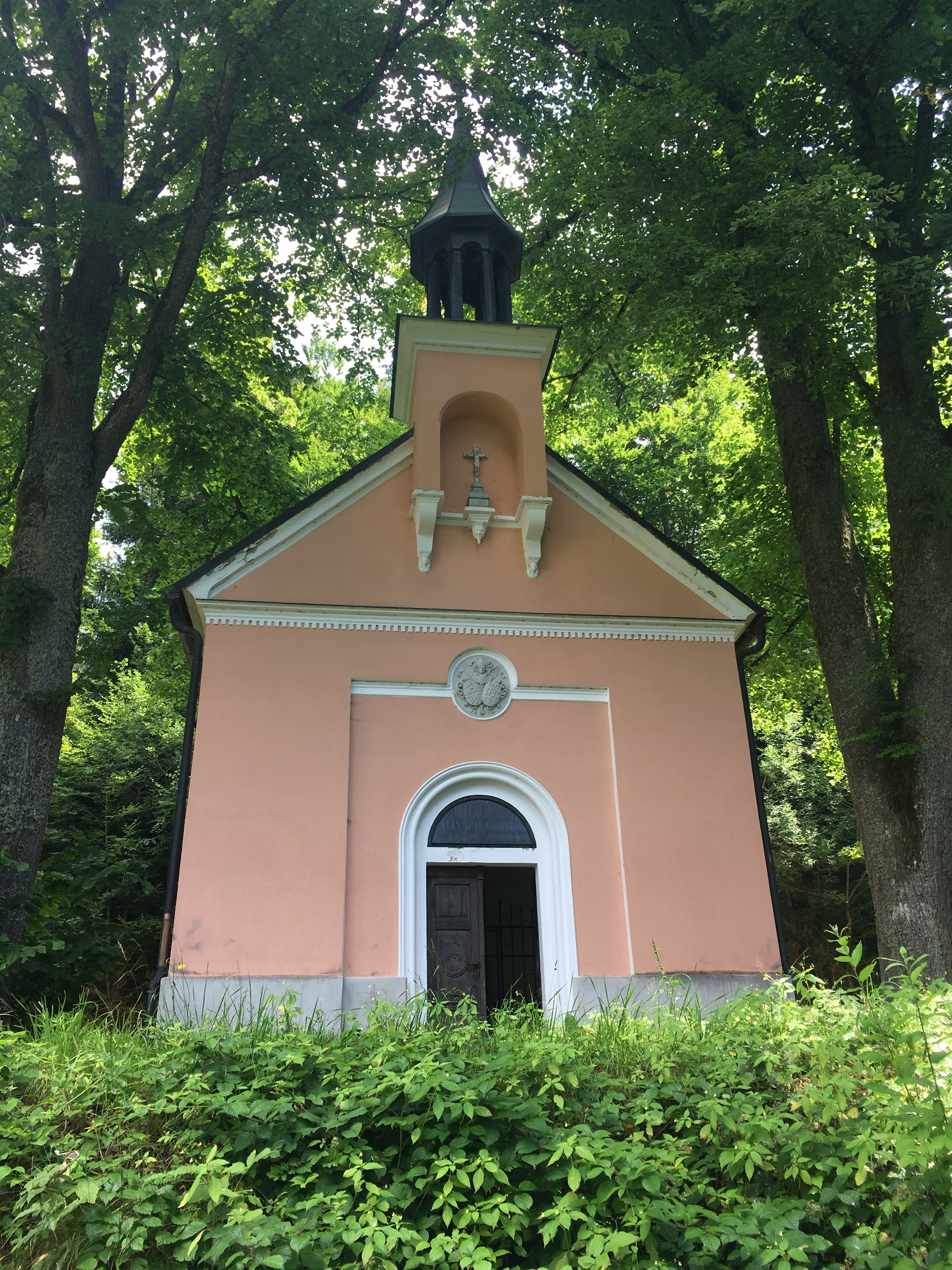
Kapelle Holzschlag

Die Kapelle Holzschlag steht im Holzfällerstützpunkt Holzschlag in der Gemeinde Klaffer am Hochficht im oberen Mühlviertel in Oberösterreich. Die Kapelle steht unter Denkmalschutz (Listeneintrag).

## Geschichte

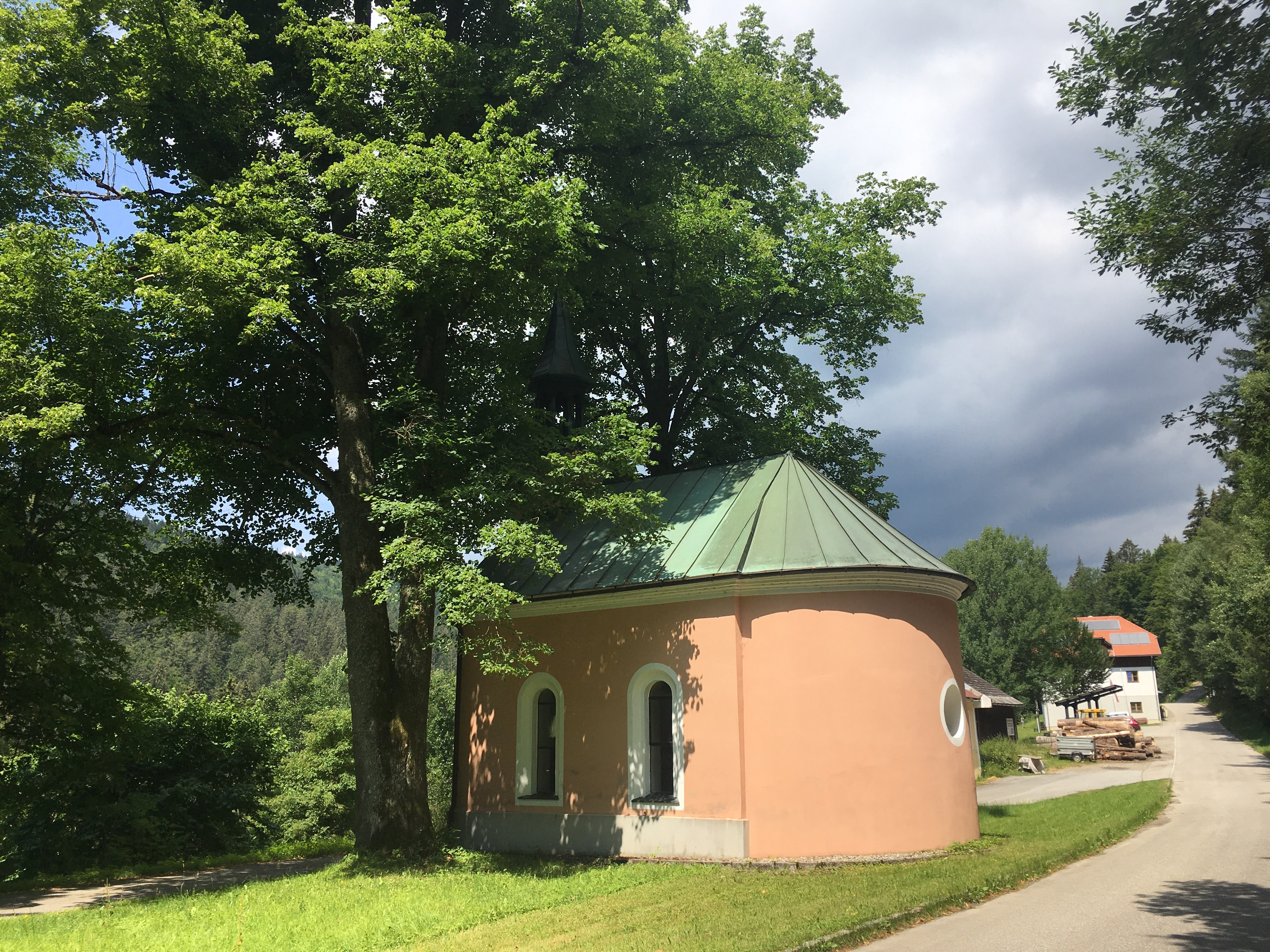
Südliche Ansicht mit Apsis

Die Errichtung geht auf die Initiative von Dominik Lebschy zurück, des Abtes von Stift Schlägl, der Holzschlag häufig besuchte und mit der Kapelle an sein 50-jähriges Priesterjubiläum erinnern wollte. Der Rohbau wurde 1876 errichtet. Wegen der Altersschwäche Lebschys, der die Kapelle selbst einzuweihen wünschte, verzögerte sich die Fertigstellung. Nach seinem Tod 1884 sorgte Norbert Schachinger, sein Nachfolger als Abt, für die fehlende Ausstattung und Einrichtung. Schachinger weihte die Kapelle 1885.

## Beschreibung

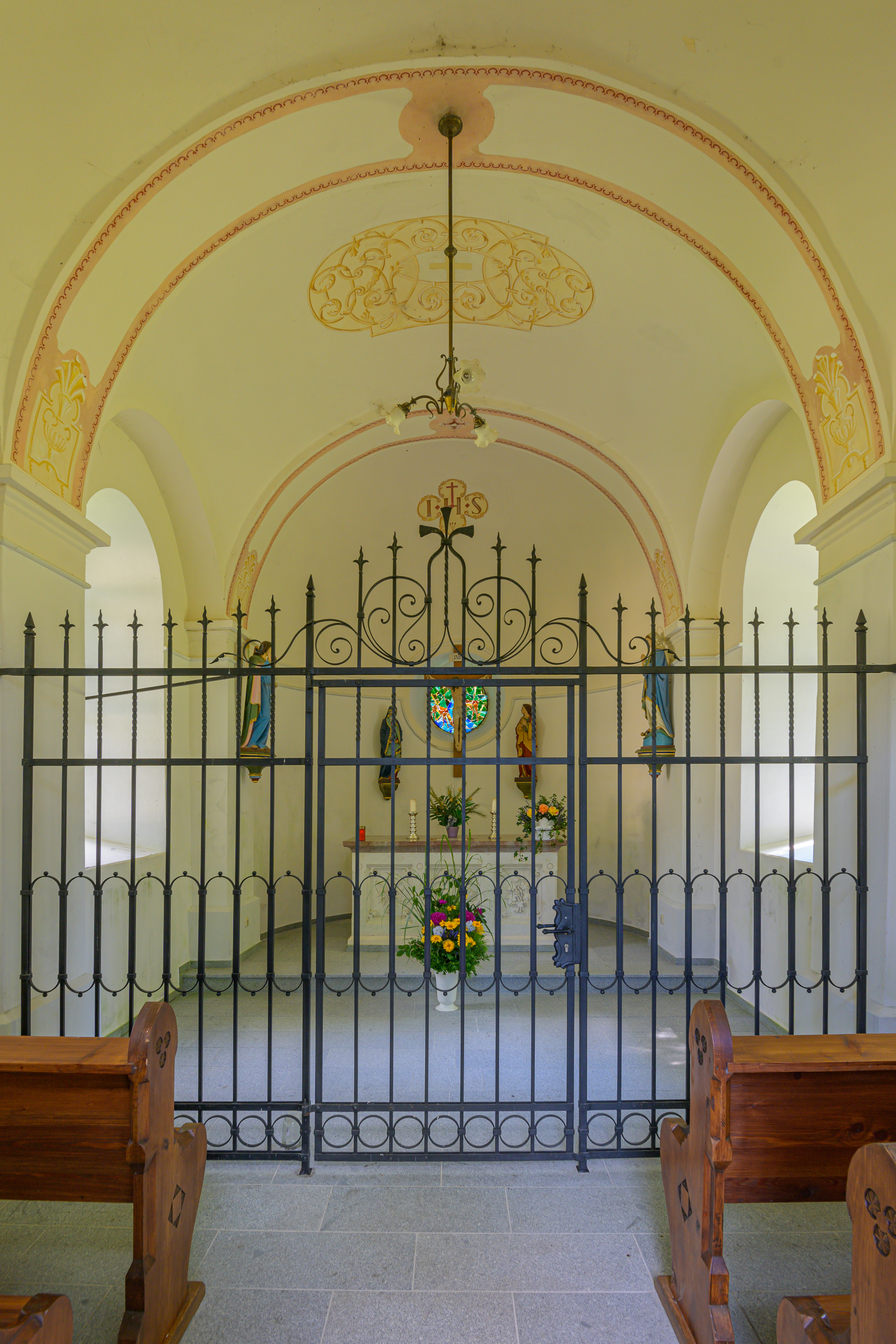
Innenraum der Kapelle Holzschlag

Die Kapelle steht vor dem Forsthaus Holzschlag. Der historistische Kapellenbau mit Saalraum und Apsis unter einem Satteldach trägt an der Giebelfront einen Dachreiter mit einem Glockengeschoß und Spitzhelm. Die rundbogigen Fenster sind schmal. Das Kapelleninnere weist ein Platzlgewölbe auf Wandpfeilern auf.
Der Altartisch ist ein Werk des Linzer Bildhauers Franz Stark. Darüber befindet sich eine Kreuzigungsgruppe des Bildhauers Engelbert Westreicher. Ferner befinden sich eine Immaculata- und eine Schutzengel-Statue in der Kapelle. Die originale Ausmalung stammte von den Dekorationsmalern Höpfl und Schweighart aus Breitenberg.